# Metropolregion Columbus (Georgia)
Die Metropolregion Columbus (engl.: Columbus metropolitan area) ist eine Metropolregion in den US-Bundesstaaten Georgia und Alabama. Sie stellt eine durch das Office of Management and Budget definierte Metropolitan Statistical Area (MSA) dar und umfasst die Countys Chattahoochee, Harris, Marion und Muscogee (Georgia) sowie Russell (Alabama). Den Mittelpunkt des Gebietes stellt die Stadt Columbus dar.
Zum Zeitpunkt der Volkszählung von 2020 hatte das Gebiet 328.883 Einwohner.